# Kundacultuur
De Kundacultuur (8000-5000 v.Chr) is een archeologisch complex van mesolithische jager-verzamelaars in Estland, Letland en Noordwest-Rusland. De cultuur is vernoemd naar de Estse stad Kunda aan de Finse Golf, waar de eerste uitvoerig onderzochte nederzetting werd ontdekt. 
De meeste Kunda-nederzettingen liggen aan de rand van het bos bij rivieren, meren of moerassen. Elanden werden uitgebreid gejaagd, misschien met hulp van gedomesticeerde honden. Aan de kust komt zeehondenjacht voor. uit rivieren en meren werd snoek en andere vis gevangen. Er is een rijke been- en gewei-nijverheid, met name voor de vervaardiging van vistuig. Gereedschappen zijn gedecoreerd met eenvoudige geometrische ontwerpen, echter zonder de complexiteit van de gelijktijdige Maglemose-gemeenschappen in het zuidwesten.
De Kundacultuur heeft haar wortels in het Swiderien en wordt opgevolgd door de neolithische Narvacultuur, die gebruikmaakt van aardewerk en sporen van veeteelt vertoont.

## Oorsprong
De Kundacultuur lijkt zich te hebben ontwikkeld uit de paleolithische Swideriencultuur die zich eerder op een groot deel van hetzelfde gebied bevond. Een onderzochte overgangsnederzetting, Pasieniai 1C (Marijampolė) in Litouwen, beschikt over zowel late Swiderien- als vroege Kunda-werktuigen. Een vorm vervaardigd in beide culturen is de geretoucheerde gesteelde pijlpunt. Het eind-Swiderian wordt gedateerd op 7800-7600 v.Chr., dat is in het Preboreaal, aan het einde waarvan zonder onderbreking de vroege Kundacultuur begint. Blijkbaar waren de afstammelingen van de Swideriërs de eersten die zich in Estland vestigden toen het na het terugtrekken van het landijs bewoonbaar werd. Andere post-Swiderien groepen vestigden zich verder oostelijk tot aan het Oeralgebergte.

## Genetica
Jones et al. (2017) hebben op basis van één monster (6467-6250 v.Chr.) uit de Kundacultuur en een ander monster uit de daaropvolgende Narvacultuur een nauwere genetische verwantschap met westelijke jagers-verzamelaars (WHG) dan met oostelijke jagers-verzamelaars (EHG) vastgesteld. 
Mittnik et al. (2018) analyseerden de overblijfselen van een man en een vrouw die aan de Kundacultuur werden toegeschreven. Ze ontdekten dat de man de vaderlijke haplogroep I en moederlijke haplogroep U5b2c1 droeg, terwijl de vrouw U4a2 droeg. Ze bleken een zeer nauwe verwantschap te hebben met de WHG, hoewel met een significante bijdrage van de oude Noord-Euraziaten (ANE). Hun ANE-afkomst was echter minder dan die van de Scandinavische jagers-verzamelaars, wat aangeeft dat de ANE-afkomst Scandinavië binnenkwam zonder de Baltische staten over te steken. 
Matthieson et al. (2018) analyseerden een groot aantal individuen begraven op de begraafplaats van Zvejnieki, van wie de meesten verbonden waren met de Kundacultuur en de daaropvolgende Narvacultuur. Het mtDNA behoorde tot haplotypen U5, U4 en U2, de overgrote meerderheid van de Y-DNA-monsters behoorde tot R1b1a1a en I2a1. De resultaten bevestigden dat de Kunda- en Narvaculturen ongeveer 70% WHG en 30% EHG bevatten. De nabijgelegen gelijktijdige kamkeramiekcultuur bleek daarentegen ongeveer 65% EHG te bevatten. 
Rond 3700/3600 v.Chr. vond er een volledige overgang plaats naar het huidige Y-hg R1a1a1, vanaf 900/800 met voornamelijk in Estland een toenemende invloed van Y-hg N-M231 (N1a1).
- Nationale Bibliotheek van Letland: 000298653